# Michael Richard Delgado de Oliveira
Michael Richard Delgado de Oliveira (Poxoréu, Mato Grosso, 12 de marzo de 1996) es un futbolista brasileño que juega como delantero en el C. R. Flamengo del Campeonato Brasileño de Serie A.

## Trayectoria

### Carrera temprana
Michael comenzó su carrera con el equipo local Escolinha Diamante Verde. En 2012 se trasladó a Goiânia, habiendo fallado ensayos en Atlético Goianiense, Goiás, Vila Nova y Goiânia.
En 2015 después de pasar un período representando a la Euro Brasil amateur, Michael se unió a Monte Cristo en la tercera división del Campeonato Goiano. Hizo su debut senior el 29 de agosto de ese año, comenzando en una derrota de 0-5 como visitante contra Caldas.
En 2016 Michael firmó un contrato con Goiânia; inicialmente asignado a los menores de 20 años, fue ascendido al primer equipo antes de la segunda división del Campeonato Goiano del año. Marcó su primer gol en la categoría absoluta el 14 de agosto, lo que marcó el único gol del partido en una victoria en casa sobre Evangélica.
El 26 de diciembre de 2016 Michael fue anunciado en el Goianésia en primera división. Un titular habitual, anotó un triplete en una goleada por 5-1 sobre Vila Nova el 12 de marzo siguiente.

### Goiás
El 13 de abril de 2017, después de ser nombrado el jugador más destacado del Campeonato Goianão 2017, Michael fue presentado en Goiás. Hizo su debut con el club el 13 de mayo, entrando como sustituto en el medio tiempo de Jean Carlos en la derrota en casa por 1-0 ante el Figueirense por el Campeonato Brasileño de Serie B.
Anotó su primer gol profesional el 7 de julio de 2017, y marcó el segundo de su equipo en la victoria por 3-1 en casa contra el Luverdense. Fue utilizado principalmente como sustituto durante su primera temporada, ya que su equipo evitó por poco el descenso.
Michael se convirtió en un habitual titular durante la campaña de 2018, que contribuye con siete goles en 33 apariciones como su lado logra el ascenso a Serie A . Hizo su debut en la máxima categoría el 28 de abril de 2019, comenzando en una derrota por 1-0 ante el Fluminense.
Michael anotó su primer gol en primera división el 5 de mayo de 2019, pero en la derrota por 2-1 en Cruzeiro. Durante los meses de octubre y noviembre, marcó seis goles en 12 apariciones.

### Flamengo
El 10 de enero de 2020, Goiás anunció el traspaso de Michael al Flamengo por una tarifa de 7,5 millones de euros.

### Al-Hilal
Michael llegó al Al-Hilal en enero de 2022, cuando fue comprado al Flamengo por unos 7,6 millones de euros.
En su tercera temporada en Al-Hilal, Michael disfrutó de su mejor temporada en Arabia Saudita. Participó en 52 partidos, la mayoría como titular, con 11 goles y 10 asistencias -participación directa en 21 goles-, sin olvidar el título de la Liga Saudí y el nuevo récord mundial establecido por el club, con 34 victorias consecutivas.

## Clubes
| Club                 | País           | Año       |
| -------------------- | -------------- | --------- |
| Monte Cristo E. C.   | Brasil         | 2015      |
| Goiânia E. C.        | Brasil         | 2016      |
| Goianésia E. C.      | Brasil         | 2017      |
| Goiás E. C.          | Brasil         | 2017-2020 |
| C. R. Flamengo       | Brasil         | 2020-2022 |
| Al-Hilal Saudi F. C. | Arabia Saudita | 2022-2024 |
| C. R. Flamengo       | Brasil         | 2024-     |

## Palmarés

### Campeonatos regionales
| Título             | Club           | Estado         | Año  |
| ------------------ | -------------- | -------------- | ---- |
| Campeonato Goiano  | Goiás E. C.    | Goiás          | 2018 |
| Campeonato Carioca | C. R. Flamengo | Río de Janeiro | 2020 |
| Campeonato Carioca | C. R. Flamengo | Río de Janeiro | 2021 |
| Campeonato Carioca | C. R. Flamengo | Río de Janeiro | 2025 |

### Títulos nacionales
| Título                      | Club                 | País           | Año  |
| --------------------------- | -------------------- | -------------- | ---- |
| Supercopa de Brasil         | C. R. Flamengo       | Brasil         | 2020 |
| Serie A                     | C. R. Flamengo       | Brasil         | 2020 |
| Supercopa de Brasil         | C. R. Flamengo       | Brasil         | 2021 |
| Liga Profesional Saudí      | Al-Hilal Saudi F. C. | Arabia Saudita | 2022 |
| Copa del Rey de Campeones   | Al-Hilal Saudi F. C. | Arabia Saudita | 2023 |
| Supercopa de Arabia Saudita | Al-Hilal Saudi F. C. | Arabia Saudita | 2023 |
| Liga Profesional Saudí      | Al-Hilal Saudi F. C. | Arabia Saudita | 2024 |
| Copa del Rey de Campeones   | Al-Hilal Saudi F. C. | Arabia Saudita | 2024 |
| Supercopa de Arabia Saudita | Al-Hilal Saudi F. C. | Arabia Saudita | 2024 |
| Copa de Brasil              | C. R. Flamengo       | Brasil         | 2024 |
| Supercopa de Brasil         | C. R. Flamengo       | Brasil         | 2025 |

### Títulos internacionales
| Título              | Club           | Sede           | Año  |
| ------------------- | -------------- | -------------- | ---- |
| Recopa Sudamericana | C. R. Flamengo | Río de Janeiro | 2020 |